# Gare de Bansko
La Gare de Bansko est une gare ferroviaire desservant la ville de Bansko, station de ski majeure de Bulgarie. Située en fin de la ligne des Rhodopes, elle est située à proximité immédiate d'une gare routière aux dessertes locales et régionales sont assurées en Marchroutka ou car.